# Porost
Porost – wieś w Polsce położona w województwie zachodniopomorskim, w powiecie koszalińskim, w gminie Bobolice.
Wieś leży na Pojezierzu Drawskim, nad południowym brzegiem jeziora Chlewo (kąpielisko). Przez miejscowość biegnie droga krajowa nr 25.
Stara osada pomorska, zachowało się wczesnośredniowieczne grodzisko wyżynne.
W latach 1954–1957 wieś należała i była siedzibą władz gromady Porost, po jej zniesieniu w gromadzie Bobolice. 